# Невловимий Ян
«Невловимий Ян» (рос. Неуловимый Ян) — радянський художній фільм 1943 року про боротьбу чехословацьких патріотів проти гітлерівських загарбників в роки фашистської окупації.

## Сюжет
Забезпечивши себе підробленими документами, колишній студент Празького університету Ян Смудек, що побував в концентраційному таборі, роз'їжджає по дорогах Чехії в комфортабельному автомобілі. Кожне затишне місце Ян використовує для того, щоб вести радіопередачі, що закликають народ до активної боротьби з фашизмом. Щодня рівно о 12 годині радіо передає в ефір правду про Радянський Союз. Гітлерівські шукачі збиваються з ніг у гонитві за невловимим патріотом, але кожен раз, коли йому загрожує, здавалося б, неминуча загибель, на допомогу приходять прості люди.

## У ролях
- Євген Самойлов —  Ян Смудек
- Євгенія Гаркуша —  Мільча
- Юрій Алексєєв-Месхієв —  Ярослав
- Георгій Давіташвілі —  професор
- Костянтин Добжинський —  Драбек
- Коте Даушвілі —  агент гестапо  (немає в титрах)
- Сергій Євлахішвілі —  студент  (немає в титрах)
- Анатолій Сміранін —  німецький офіцер  (немає в титрах)

## Знімальна група
- Сценаристи: Олександр Столпер, Ольга Зів
- Режисери: Ісидор Анненський, Володимир Петров
- Оператори: Анатолій Головня, Тамара Лобова
- Композитор: Андрій Баланчивадзе